# ...e continuavano a mettere lo diavolo ne lo inferno
...e continuavano a mettere lo diavolo ne lo inferno è un film del 1973 diretto da Bitto Albertini, seguito di Metti lo diavolo tuo ne lo mio inferno.

## Trama
Ricciardo e lo scudiero Martuccio, entrambi italiani ma di regione diversa, partono per la Germania ottenendo successo tra le figlie di un signorotto.
In seguito decidono di ripartire per l'Italia, unendosi a un gruppo di mercenari, entrando in un convento come frati e uscendone come suore.
Infine raggiungono il paese Montelupone al seguito di Margravio Hans di Magonza.
Mentre Ricciardo e Martuccio se la spassano tra donne nubili e sposate, giunge il Cardinale Tusconi con l'ordine di smascherare Hans che in realtà non è altri che Peppe Pirletto di Pallanza, un noto ricercato.
Ricciardo e Martuccio devono aiutarlo riprendendo i sigilli d'oro di cui era venuto in possesso; alla fine Ricciardo riuscirà nell'impresa e riceverà il titolo di Barone e 1000 ducati.